# Ola Skarholt
Ola Skarholt (* 30. November 1939; † 18. Juni 2017) war ein norwegischer Orientierungsläufer. 1970 wurde er mit der norwegischen Staffel Weltmeister.
Skarholt wurde 1964 Vize-Europameister mit der norwegischen Staffel (Skarholt, Per Kristiansen, Magne Lystad und Stig Berge). Im folgenden Jahr wurde die norwegische Staffel mit Skarholt, Åge Hadler, Peer Staff und Stig Berge Nordischer Meister. Bei den ersten beiden Orientierungslauf-Weltmeisterschaften 1966 in Fiskari und 1968 in Linköping gewannen die Norweger mit Skarholt jeweils Bronze. 1970 gewann die Staffel bei den Weltmeisterschaften in der DDR die Goldmedaille. Skarholt lief dabei in einem Team mit Stig Berge, Per Fosser und Åge Hadler, der Vorsprung auf die zweitplatzierte schwedische Staffel betrug über 15 Minuten. Eine Einzelmedaille verpasste Skarholt 1970 knapp. Beim Sieg von Stig Berge hatte Skarholt zehn Sekunden Rückstand auf den drittplatzierten Dieter Hulliger aus der Schweiz.
Er starb 2017 im Alter von 77 Jahren.

## Platzierungen
| | Weltmeisterschaften | Weltmeisterschaften |  | Europameisterschaften | Europameisterschaften |  | Nord. Meisterschaften | Nord. Meisterschaften |  | Norwegische Meisterschaften | Norwegische Meisterschaften | Norwegische Meisterschaften |
| Jahr | E                   | St                  |  | E                     | St                    |  | E                     | St                    |  | E                           | N                           | St                          |
| --- | ------------------- | ------------------- |  | --------------------- | --------------------- |  | --------------------- | --------------------- |  | --------------------------- | --------------------------- | --------------------------- |
| 1962 |                     |                     |  | 8.                    | 3.                    |  |                       |                       |  |                             |                             |                             |
| 1963 |                     |                     |  |                       |                       |  |                       |                       |  |                             |                             |                             |
| 1964 |                     |                     |  | 13.                   | 2.                    |  |                       |                       |  |                             |                             |                             |
| 1965 |                     |                     |  |                       |                       |  | 17.                   | 1.                    |  |                             |                             |                             |
| 1966 | 12.                 | 3.                  |  |                       |                       |  |                       |                       |  |                             |                             |                             |
| 1967 |                     |                     |  |                       |                       |  | 36.                   | 4.                    |  |                             |                             |                             |
| 1968 | 5.                  | 3.                  |  |                       |                       |  |                       |                       |  |                             |                             |                             |
| 1969 |                     |                     |  |                       |                       |  | 14.                   | disq.                 |  |                             |                             |                             |
| 1970 | 4.                  | 1.                  |  |                       |                       |  |                       |                       |  |                             |                             |                             |
| 1971 |                     |                     |  |                       |                       |  |                       |                       |  |                             |                             |                             |
| 1972 | 16.                 |                     |  |                       |                       |  |                       |                       |  |                             |                             |                             |
| Erklärung: OWC = Gesamt-Weltcup / Sp = Sprint , KD = Kurzdistanz, MD = Mitteldistanz, LD = Langdistanz, Kl = Klassische Distanz, E = Einzelwettbewerb , St = Staffel, N = Nacht-OL |                     |                     |  |                       |                       |  |                       |                       |  |                             |                             |                             |